# 万民中央教会
万民中央教会（まんみんちゅうおうきょうかい）は、韓国のプロテスタント系キリスト教新宗教。1982年に李載祿（イ・ジェロク）により設立されたが、1990年代後半からプロテスタント諸派から異端として認定。マスコミなどからの批判も起こったが、1999年5月12日に万民中央教会批判の番組を放映しようとした文化放送に多数の信者が乱入、一時的に放送中止に追い込まれる事態となった。
設立時は12人の信者からスタートしたが、海外にも進出し、2011年の発表によると12万人の信者と9,000箇所の支部がある。
2018年、堂会長の李載祿は8人の女性信者をレイプした容疑で起訴され、禁錮15年の有罪判決を言い渡された。

## 日本国内の支部
万民中央教会の日本語サイトによると、日本国内に6の支部があるとしている。